# Siechenmutter

Siechenhaus in Basel – Arbeitsplatz der Siechenmütter

Der Begriff Siechenmutter, manchmal auch Spitalmeisterin, wurde im Mittelalter verwendet und bezeichnete eine Frau, die für die Pflege alter und siecher Menschen verantwortlich war. Die Siechenmütter arbeiteten in der Regel in sogenannten Siechenhäusern und standen diesen in vielen Fällen vor. Häufig handelte es sich um Witwen, die sich der Karitas verschrieben hatten, oder sie waren mit dem Spitalmeister verheiratet, der die Leitung über das Siechenhaus innehatte. Im Gegensatz zum heutigen Verständnis handelte es sich bei den Siechenhäusern nicht um Krankenhäuser, sondern dort wurden alte und hinfällige Pflegebedürftige im Rahmen der Armenpflege versorgt. Bader beziehungsweise Ärzte gehörten nicht zum Stammpersonal dieser Einrichtungen.
Siechenmütter leisteten zum einen praktische Pflege in Krankheitsfällen, waren aber auch für die Koordination, die Einteilung und Aufsicht über die ihr unterstellten Siechenmägde verantwortlich, die die eigentliche Arbeit leisteten. In besonderen Fällen übernahmen auch die Siechenmütter die alleinige Pflege und Behandlung bestimmter Patienten, die diese dann alleine oder gemeinsam mit einem Bader versorgte.
In einigen Fällen wurden Siechenmütter, ähnlich Kräuterfrauen, die selbstgesammelte Kräuter verkauften, und Hebammen als Hexen verfolgt.